# Roger Lemerre
Roger Lemerre  (Bricquebec, Mancha; 18 de junio de 1941) es un exfutbolista y entrenador de fútbol francés. Actualmente está libre tras dejar el Étoile Sportive du Sahel.

## Carrera como jugador
Su carrera como jugador profesional abarcó 15 temporadas, desde 1961 a 1975: entre 1961 y 1969 jugó para el CS Sedan, luego se trasladó al FC Nantes (1968-1971), posteriormente fichó por el AS Nancy (1971-1973) y colgó las botas en el RC Lens (1973-1975). Además, fue internacional con Francia en 6 partidos.

## Carrera como entrenador
Comenzó su trayectoria como técnico en el banquillo del Red Star Saint-Ouen en 1975. Posteriormente dirigió a RC Lens, Paris FC, RC Strasbourg y Espérance Tunis.
En 1998, fue nombrado nuevo seleccionador de Francia, con la que se coronó campeón de la Eurocopa 2000 y de la Copa FIFA Confederaciones 2001. Sin embargo, en el Mundial de Corea y Japón de 2002, la selección francesa, vigente campeona, fue eliminada en la fase de grupos, lo cual provocó que Lemerre fuera sustituido por Jacques Santini.
Pronto se incorporó al combinado nacional de Túnez, con el que ganó la Copa Africana de Naciones en 2004. También clasificó al conjunto africano para el Mundial 2006, donde cayó en la fase de grupos. Finalmente, la Federación de Fútbol de Túnez prescindió de sus servicios después de ser eliminada en cuartos de final de la Copa África 2008.
También entrenó al seleccionado de Marruecos, donde no obtuvo resultados significativos, lo que provocó su despido apenas un año después. Su gran logro a nivel de selecciones fueron las victorias en la Copa África y en la Eurocopa, convirtiéndose en el primer seleccionador en la historia en ganar el máximo campeonato continental de selecciones en dos confederaciones diferentes (posteriormente le igualaría Carlos Alberto Parreira al ganar Copa Asiática y Copa América).
El 22 de diciembre de 2009, firmaría como entrenador en el Ankaragücü de la Superliga de Turquía, donde estuvo hasta final de temporada, dejando al equipo en 12.º lugar en el campeonato otomano.
En la temporada 2012-13, se hizo cargo del CS Constantine de Argelia, antes de recalar en el Étoile Sportive du Sahel a finales de 2013.
El 6 de enero de 2016, se incorporó al Club Sportif Sedan Ardennes. Se desvinculó del club tras solo 6 meses.
El 28 de diciembre de 2018, fue presentado como nuevo técnico del Étoile Sportive du Sahel, iniciando su segunda etapa en el club.

## Clubes

### Como jugador
| Club      | País    | Año       | Partidos | Goles |
| --------- | ------- | --------- | -------- | ----- |
| CS Sedan  | Francia | 1961-1969 | 213      | 24    |
| FC Nantes | Francia | 1969-1971 | 69       | 1     |
| AS Nancy  | Francia | 1972-1973 | 65       | 0     |
| RC Lens   | Francia | 1973-1975 | 57       | 0     |

### Como entrenador
| Club                         | País      | Año       | P  | PG | PE | PP | % v.  |
| ---------------------------- | --------- | --------- | -- | -- | -- | -- | ----- |
| Red Star                     | Francia   | 1975-1978 |    |    |    |    |       |
| RC Lens                      | Francia   | 1978-1979 |    |    |    |    |       |
| Paris FC                     | Francia   | 1979-1981 |    |    |    |    |       |
| RC Strasbourg                | Francia   | 1981-1983 |    |    |    |    |       |
| Espérance Tunis              | Túnez     | 1983-1984 |    |    |    |    |       |
| Red Star                     | Francia   | 1985-1986 |    |    |    |    |       |
| Selección francesa (militar) | Francia   | 1986-1996 |    |    |    |    |       |
| RC Lens                      | Francia   | 1997      | 9  | 4  | 3  | 2  | 44.44 |
| Selección francesa           | Francia   | 1998-2002 | 34 | 20 | 7  | 7  | 58.82 |
| Selección tunecina           | Túnez     | 2002-2008 | 47 | 22 | 11 | 14 | 46.81 |
| Selección marroquí           | Marruecos | 2008-2009 | 6  | 2  | 3  | 1  | 33.33 |
| Ankaragücü                   | Turquía   | 2009-2010 | 20 | 6  | 10 | 4  | 30    |
| CS Constantine               | Argelia   | 2012-2013 | 32 | 14 | 13 | 5  | 43.75 |
| Étoile Sportive du Sahel     | Túnez     | 2013-2014 | 26 | 16 | 7  | 3  | 61.54 |
| CS Sedan                     | Francia   | 2016      | 18 | 6  | 6  | 6  | 33.33 |
| Étoile Sportive du Sahel     | Túnez     | 2018-2019 |    |    |    |    |       |